# Vadgaon Kasba
Vadgaon Kasba is een nagar panchayat (plaats) in het district Kolhapur van de Indiase staat Maharashtra. 

## Demografie
Volgens de Indiase volkstelling van 2001 wonen er 22.754 mensen in Vadgaon Kasba, waarvan 52% mannelijk en 48% vrouwelijk is. De plaats heeft een alfabetiseringsgraad van 73%. 